# ジル・バレンタイン (地理学者)
ジル・バレンタイン（Gill Valentine、1965年10月1日 - ）は、イギリスの地理学者、社会科学者、シェフィールド大学教授、副学長。

## 経歴
バレンタインは、ジャーナリストとしてヘイマーケット・パブリケーションズ（Haymarket Publications）やBBCウェールズに勤務した後、マンチェスターやレディングの大学を経て、1994年にシェフィールド大学講師（Lecturer）となり、上級講師（Senior Lecturer）、教授（Professor）と昇進した。2004年にリーズ大学に転じ、リーズ社会科学研究所（the Leeds Social Science Institute）の所長（Director）を務めた後、副学長（Pro-Vice-Chancellor）としてシェフィールド大学に復帰した。
バレンタインの研究上の関心は、社会的アイデンティティ、子どもと家族、都市・消費文化などに及んでいるが、日本では特にLGBTの立場からのジェンダー論、セクシュアリティ論に関わる地理学論文が注目され、日本語へ翻訳されてきた。バレンタインは、異性愛を当然視する力は私的領域のみならず公共空間を支配し、そこから同性愛者が排除されることを指摘し、それに対抗する同性愛者の実践も抑圧的構造の強化に回収されると論じ、同性愛と都市空間について論じた先駆的研究としてマニュエル・カステルの『都市とグラスルーツ』を挙げつつ、それがあたかも同性愛者が異性愛者と隔絶した世界を形成しているかのように議論を展開することを批判して、レズビアンの具体的な生活実態を踏まえた研究を通して、レズビアンの生活世界が異性愛者中心の社会との親密さ故に不可視化されることを指摘した。
バレンタインはシェフィールド大学において、LGBTの声を代表する立場にある。